# Turnover (culinária)
Um turnover é um tipo de produto de pastelaria. Em sua preparação, adiciona-se recheio a um pedaço de massa, que em seguida é dobrado, selado e assado. Turnovers podem ser doces ou salgados, e muitas vezes são feitos como uma refeição prática ou uma sobremesa. São frequentemente consumidos no café da manhã.
É comum que turnovers doces tenham recheio de frutas e sejam feitos com massa folhada ou massa quebrada e cobertos com glacê; turnovers salgados geralmente contêm carne e/ou vegetais e podem ser feitos com qualquer tipo de massa, embora na culinária ocidental seja mais comum utilizar uma massa fermentada. Os turnovers geralmente são assados, mas podem ser fritos .
Turnovers salgados são frequentemente vendidos como alimentos processados em supermercados. Turnovers salgados com recheio de carne ou aves que são identificados como turnover nos Estados Unidos (por exemplo, "Turnover de Carne Bovina" ou "Turnover de Frango com Queijo") precisam atender a um padrão de identidade ou composição e devem conter uma certa quantidade de carne ou aves. 

## Recheios
Recheios comuns incluem frutas como maçãs, pêssegos e cerejas, carnes como frango, carne bovina e suína, vegetais como batatas, brócolis e cebola e ingredientes salgados como queijo.  Também é possível encontrar versões especiais, como carne de coelho e alho-poró. 
No Reino Unido, os turnovers geralmente são recheados com maçãs cozidas, mas qualquer fruta pode ser usada. 
Outro tipo de turnover, o calzone, teve origem em Nápoles no século XVIII. Este é feito tradicionalmente com massa de pão salgado, assado em um forno e recheado com salame, presunto ou legumes, mussarela, ricota e queijo parmesão ou pecorino, e também com um ovo. 